# Bahnstrecke Pfaffenhausen–Kirchheim
| Kursbuchstrecke: | 404q (1944, 1946), 405d |                        |                        |
| Streckenlänge: | 6,879 km                |                        |                        |
| Spurweite: | 1435 mm (Normalspur)    |                        |                        |
| Maximale Neigung: | 7,69 ‰                  |                        |                        |
| Minimaler Radius: | 315 m                   |                        |                        |
| |                         |                        |                        |
| \| \| \| von Mindelheim \| \| \| \| 0,000 \| Pfaffenhausen \| 561 m \| \| \| \| nach Günzburg \| \| \| \| 0,90 \| Seitenkanal der Mindel \| Seitenkanal der Mindel \| \| \| 3,192 \| Bronnen \| 550 m \| \| \| 4,750 \| Bronnerlehe \| 544 m \| \| \| 6,879 \| Kirchheim (Schwab) \| 540 m \| |                         |                        |                        |
| Strecke |                         | von Mindelheim         | von Mindelheim         |
| Bahnhof | 0,000                   | Pfaffenhausen          | 561 m                  |
| Abzweig ehemals geradeaus und nach links |                         | nach Günzburg          | nach Günzburg          |
| Brücke über Wasserlauf (Strecke außer Betrieb) | 0,90                    | Seitenkanal der Mindel | Seitenkanal der Mindel |
| Haltepunkt / Haltestelle (Strecke außer Betrieb) | 3,192                   | Bronnen                | 550 m                  |
| Haltepunkt / Haltestelle (Strecke außer Betrieb) | 4,750                   | Bronnerlehe            | 544 m                  |
| Kopfbahnhof Streckenende (Strecke außer Betrieb) | 6,879                   | Kirchheim (Schwab)     | 540 m                  |

Die Bahnstrecke Pfaffenhausen–Kirchheim war eine 6,879 Kilometer lange Nebenbahn in Bayern. Sie zweigte in Pfaffenhausen von der Bahnstrecke Günzburg–Mindelheim ab und führte nach Kirchheim in Schwaben. Sie wurde am 15. Juli 1909 eröffnet und am 24. September 1966 stillgelegt, der Personenverkehr endete bereits am 29. Mai 1960. Im Herbst 1966 wurde die Strecke abgebaut.

## Geschichte
In der Zeit vor dem Bau gab es eine lange Diskussion, ob die Bahn nach Kirchheim über Türkheim durch das Flossachtal, ab Rammingen über Tussenhausen oder von Mindelheim über Pfaffenhausen führen sollte. Das einzige, was damals feststand, war, dass es eine Bahnstrecke nach Kirchheim geben sollte, die von der Bahnstrecke Buchloe–Memmingen abzweigen sollte. Ein Grund dafür war, dass die Grafen der gräflichen Linie Fugger von Glött im Königreich Bayern als „erbliche Reichsräte“ großen Einfluss hatten. Schließlich entschied man sich für die Streckenvariante von Mindelheim über Pfaffenhausen.
Mit dem Bau der Bahn wurde erst im Dezember 1907 begonnen, obwohl die Genehmigung schon 1904 vorgelegen hatte. Im Frühjahr des Jahres 1909 waren die Bauarbeiten beendet. Am Ostersonntag dieses Jahres wurde der Bahnbetrieb provisorisch aufgenommen. Am 15. Juli 1909 fand schließlich die festliche Eröffnung des Betriebes statt.
Ende des Jahres 1910 wurde nach einjähriger Bauzeit die Strecke von Pfaffenhausen nach Krumbach fertiggestellt und eingeweiht. Zusammen mit dem schon im Jahr 1892 fertiggestellten Abschnitt Günzburg–Krumbach gab es nun eine durchgehende Bahnstrecke zwischen Günzburg und Mindelheim.
Die Strecke, die in den ersten Jahren des Betriebes von den Fahrgästen gut frequentiert wurde und auf der auch Güterverkehr stattfand, konnte mit einer Höchstgeschwindigkeit von 50 km/h befahren werden. Während bzw. kurz nach den beiden Weltkriegen wurde jeweils der Regelzugverkehr nach Kirchheim eingestellt, im Ersten Weltkrieg von 1917/18 bis 1920, im Zweiten Weltkrieg zwischen 1945 und 1946.
Ab dem Jahr 1953 begann langsam der Niedergang der Stichbahn. Zwischen 1953 und 1959 bestand der Personenverkehr nur noch darin, dass den Güterzügen ein Personenwagen für den Schülerverkehr beigestellt wurde.
Heute verläuft auf einem langen Abschnitt der ehemaligen Bahntrasse die Pfaffenhausen mit Kirchheim verbindende Staatsstraße 2037, welche ungefähr zehn Jahre nach dem Abbau der Gleise gebaut wurde. Im Bereich von Pfaffenhausen weicht die Straße von der ehemaligen Bahntrasse ab. In Kirchheim erinnern die Straßenbezeichnungen Bahnhofstraße und Am Bahnhof bis heute an den früheren Bahnanschluss der Gemeinde, in Pfaffenhausen die Straße Am alten Bahndamm.